# نخل موریچ
موریچ (نام علمی: Mauritia flexuosa) درختی است از تیره نخل که بیشتر در آمریکای جنوبی رشد می‌کند. این گونه بیشتر نزدیک باتلاقها دیده شده‌است. بلندای این درخت تا ۳۵ متر هم می‌رسد. برگ‌های آن بزرگ با لبه‌های گرد است. درخت موریچ گل‌هایی زرد دارد که از دسامبر تا آوریل شکوفا می‌باشد. رنگ میوه درخت خرمایی بوده و زمان رشد آنها از دسامبر تا ژوئن می‌باشد.

## میوه
میوه درخت موریچ سرشار از ویتامین C است و در تهیه مربا، آب‌میوه، شراب و بستنی از آن استفاده می‌کنند. روغن میوه دارای ویتامین A می‌باشد.
|                                        |  |  |
| میوه درخت (سمت چپ) تنه درخت (سمت راست) |  |  |